# Rudolf Špoták
Rudolf Špoták (ur. 15 września 1983 w Stodzie) – czeski samorządowiec, od 2022 roku hetman kraju pilzneńskiego.

## Życiorys
Ukończył liceum im. J.Š. Baara w Domažlicach. Pracował w branży związanej z zarządzaniem zasobami ludzkimi.

### Kariera polityczna
W wyborach samorządowych w 2006 roku bezskutecznie kandydował do rady miejskiej w Domažlicach, uzyskał wówczas 495 głosów (3,83%). W 2018 roku dołączył do Czeskiej Partii Piratów. W tym samym roku ponownie bezskutecznie kandydował na radnego miasta Domažlice. W marcu 2019 roku został jednak radnym w wyniku rezygnacji z mandatu Romana Kalousa. W wyborach regionalnych w 2020 roku został z ramienia Piratów radnym kraju pilzneńskiego, otrzymał 621 głosów (2,63%). W listopadzie tego samego roku został zastępcą hetmana kraju ds. społecznych.
Po zmianach wewnątrz rządzącej w kraju koalicji, 14 lutego 2022 roku został wybrany hetmanem kraju, zastępując na tej funkcji Ilonę Mauritzovą. W wyborach lokalnych w tym samym roku wybrano go radnym miasta Domažlice z wynikiem 422 głosów (6,51%).

## Życie prywatne
Jest żonaty.